# ویتسنیتسه
ویتسنیتسه (به چکی: Vícenice) یک منطقهٔ مسکونی در جمهوری چک است که در منطقه تربیچ واقع شده‌است.
 ویتسنیتسه ۴٫۴۷ کیلومتر مربع مساحت و ۲۱۰ نفر جمعیت دارد و ۴۵۹ متر بالاتر از سطح دریا واقع شده‌است.